# Krakauer Landbrücke

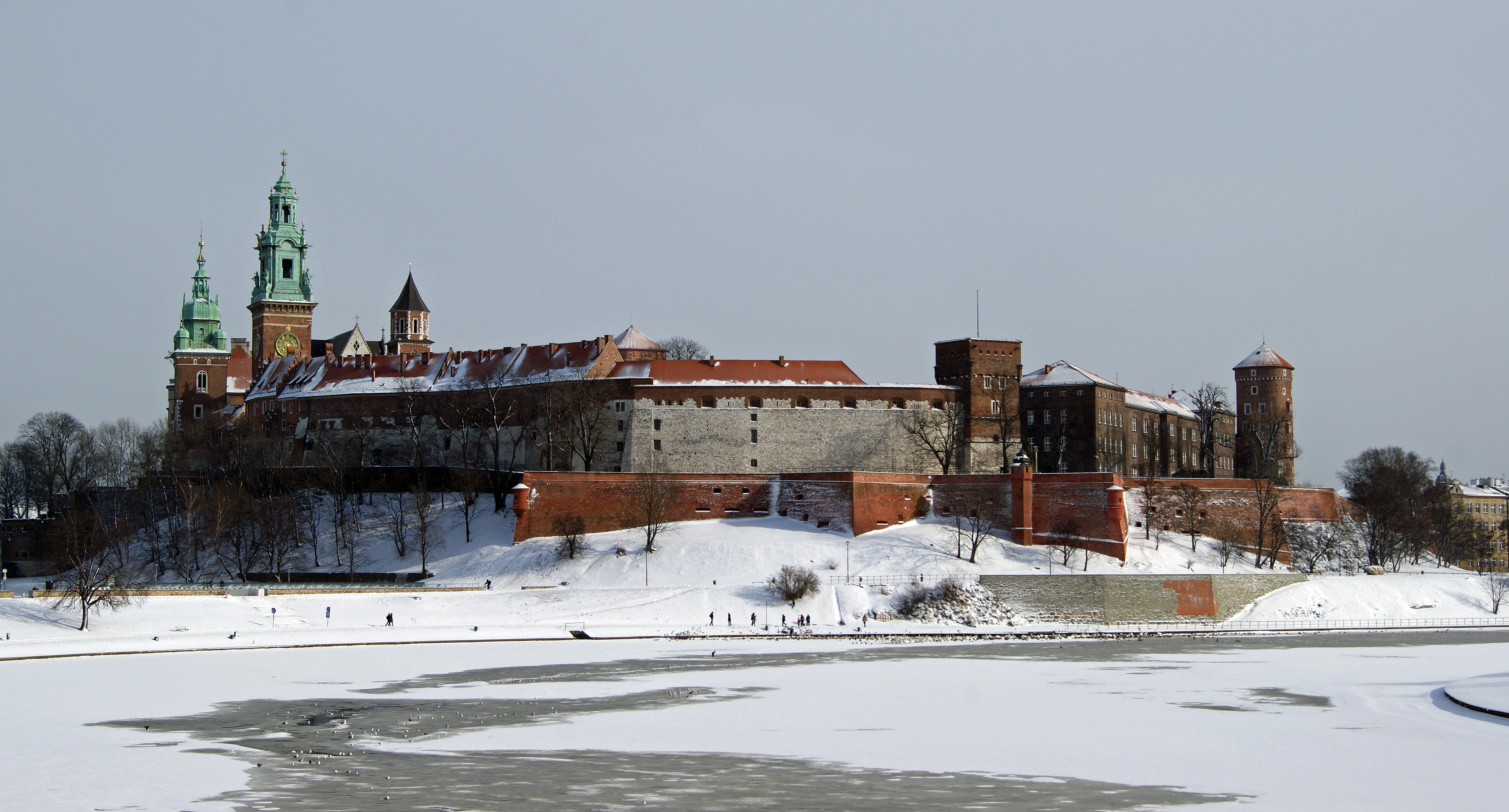
Wawelhügel über der Weichsel

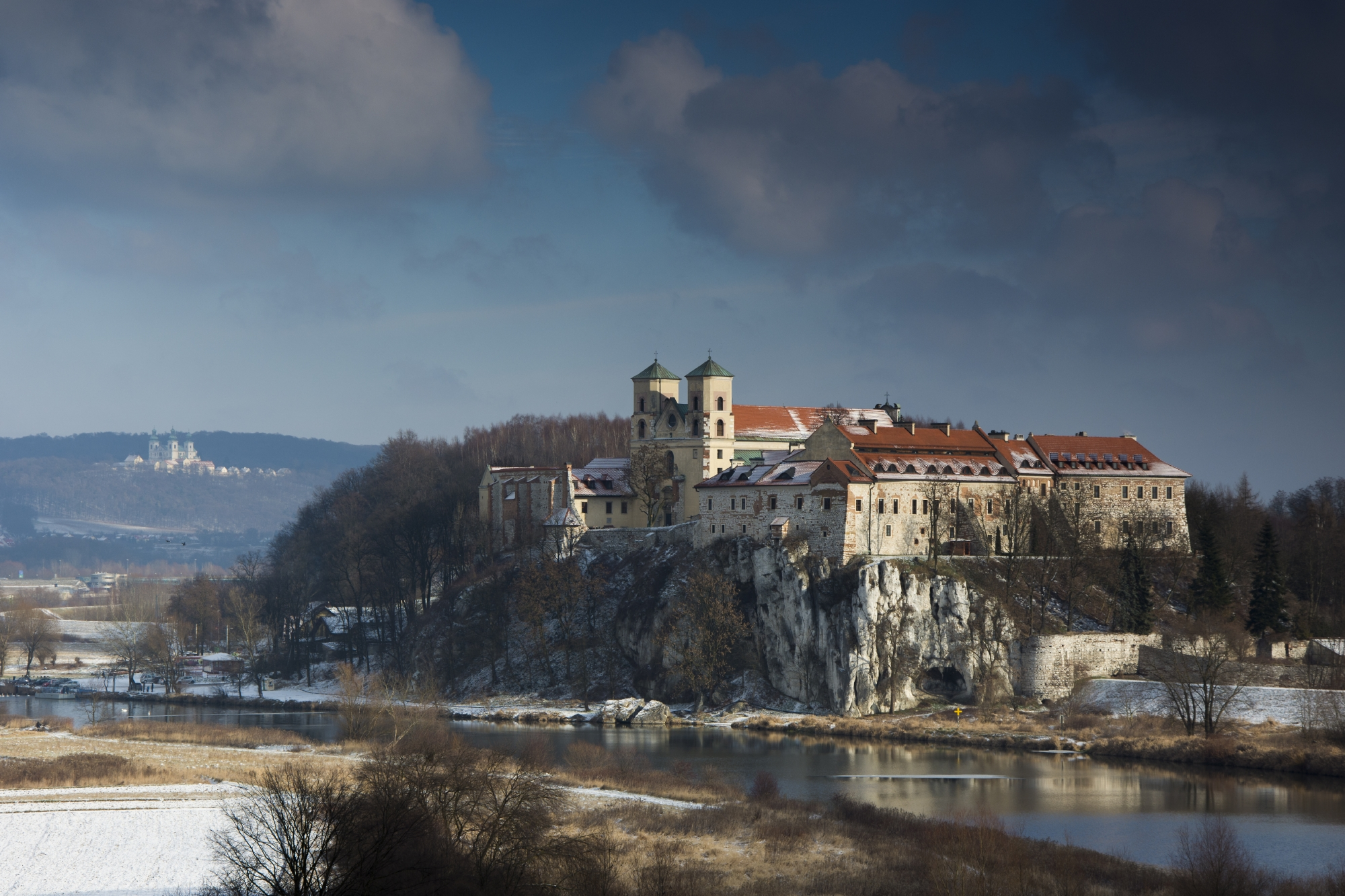
Tyniec-Hügel

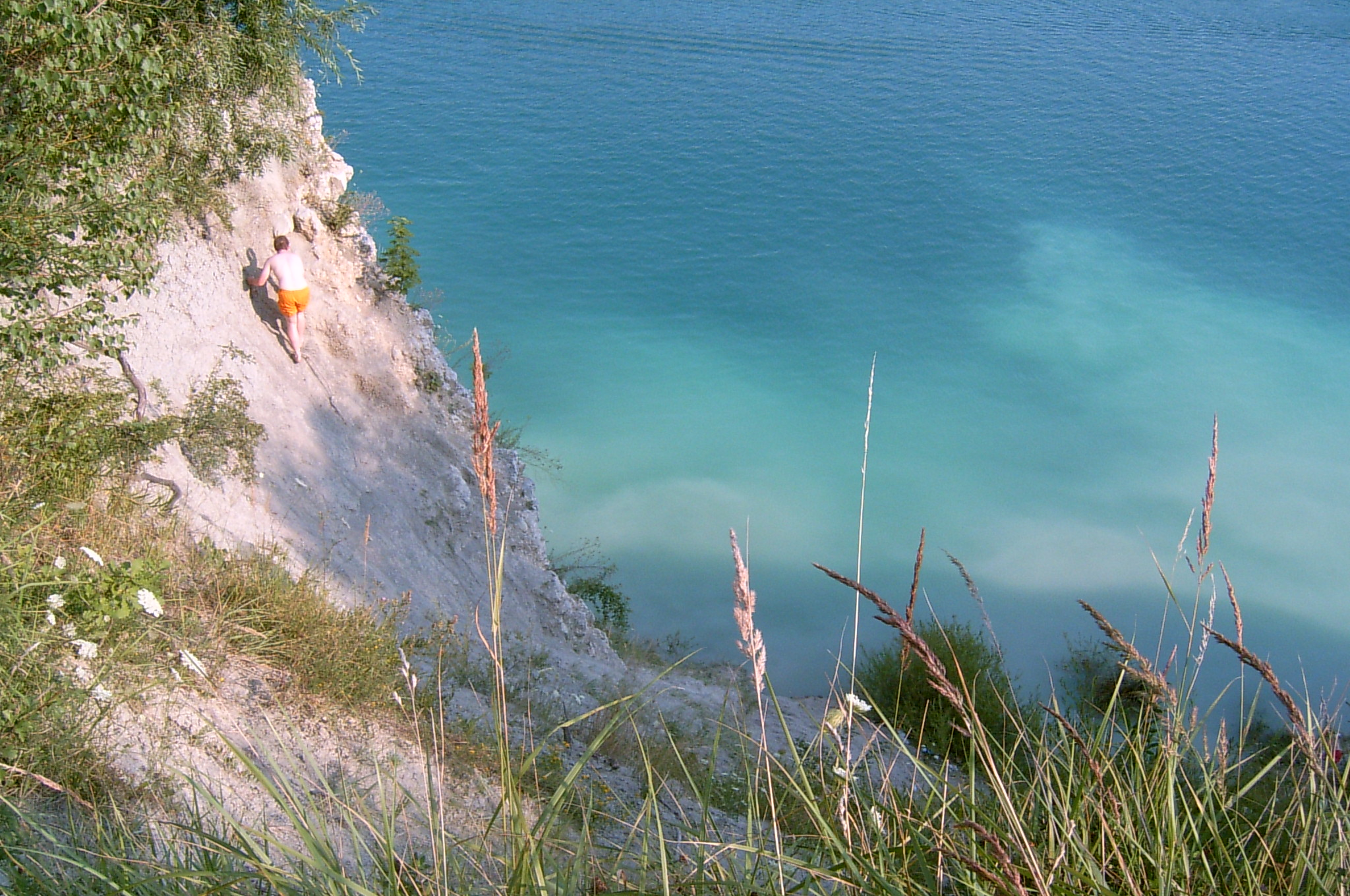
Kreidefelsen Zakrzówek

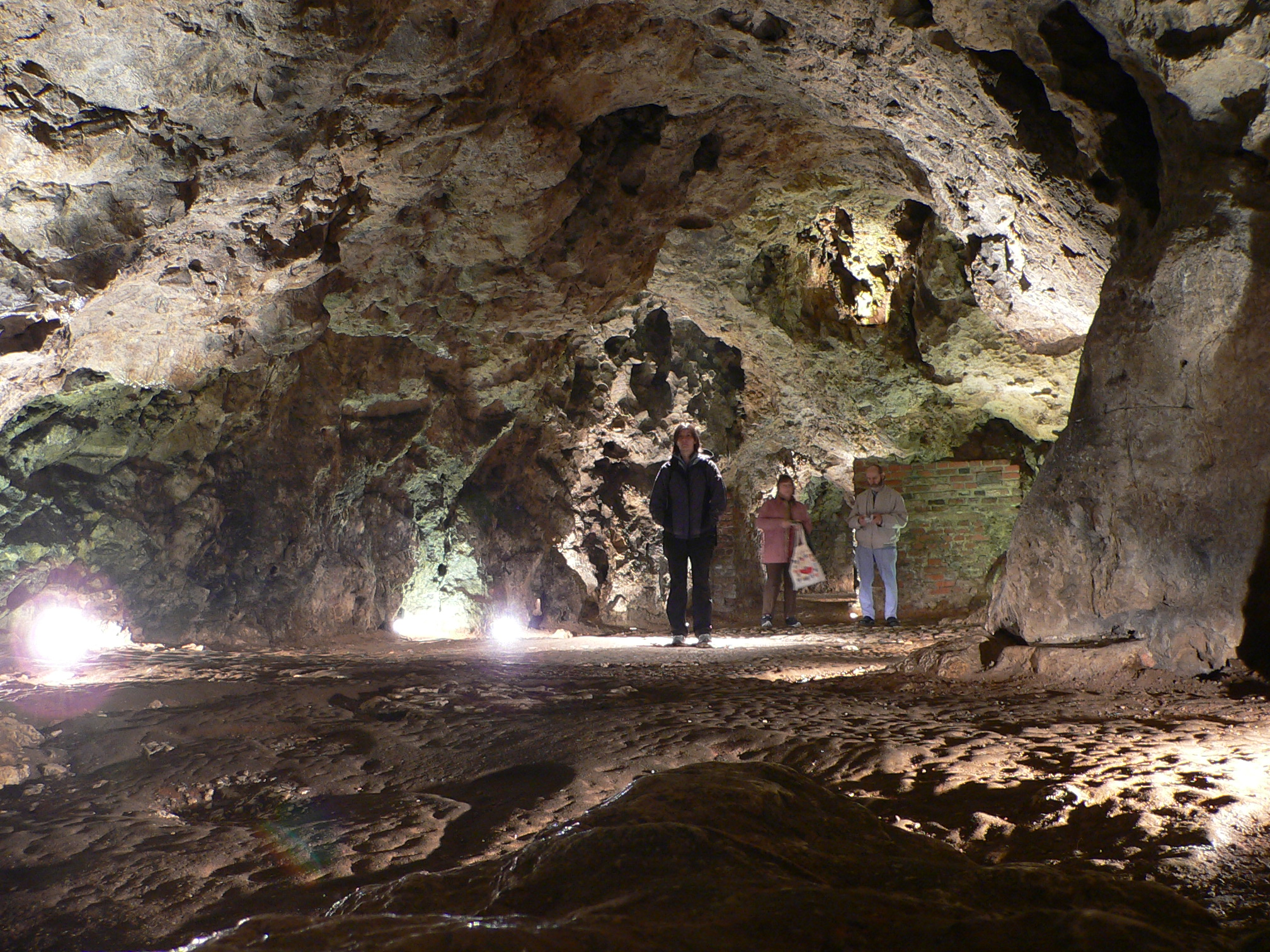
Drachenhöhle

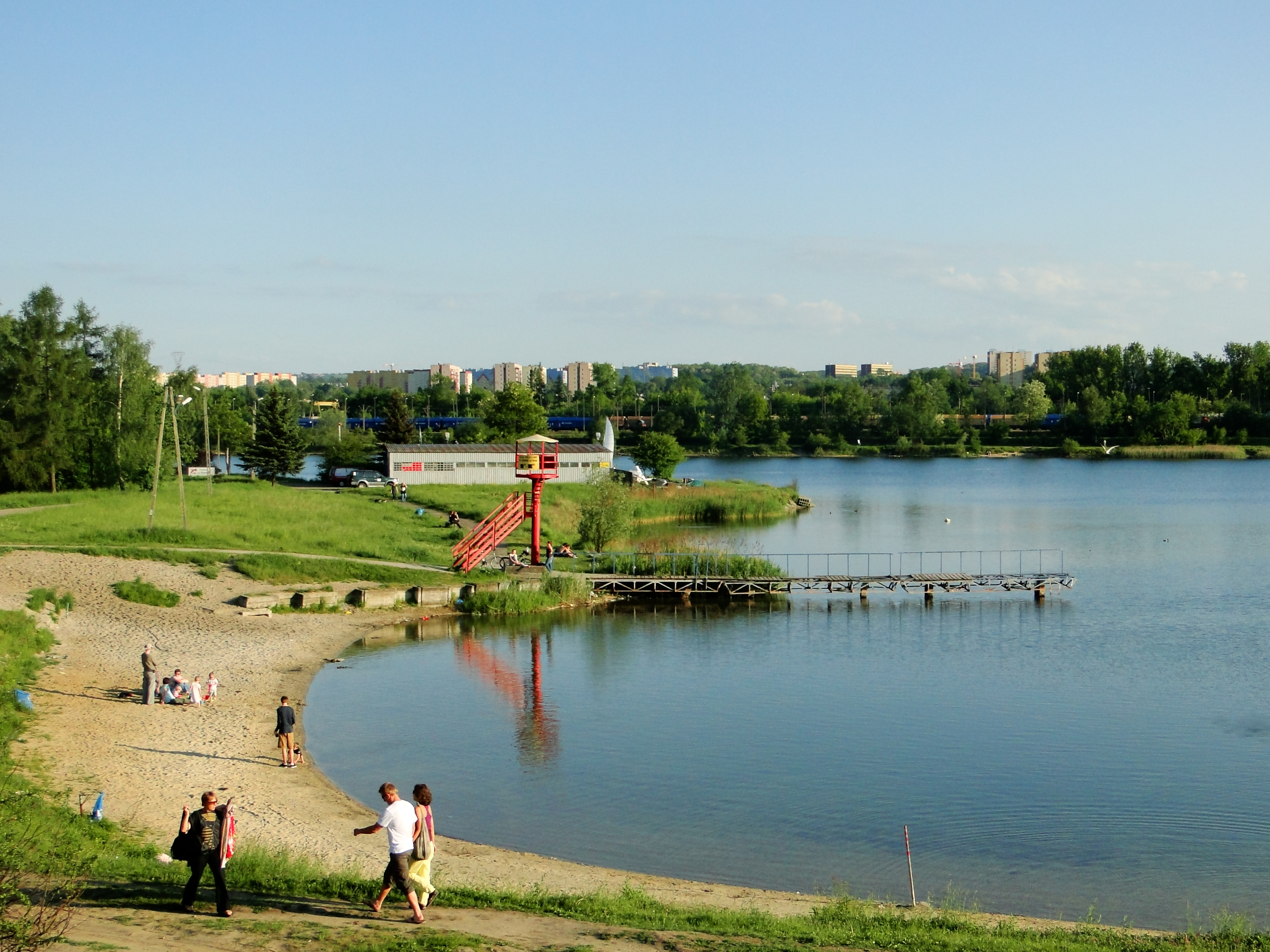
Badesee Bagry

Die Krakauer Landbrücke (polnisch Pomost Krakowski) in Polen ist ein Landbrücke im östlichen Teil des Krakauer Tors im Nördlichen Karpatenvorland.

## Geografie
Die Krakauer Landbrücke wird mittig durch die Weichsel in West-Ost-Richtung durchbrochen. Südlich schließt sich der Skawina-Graben und nordwestlich die Cholerzyn-Senke an. Im Norden liegt der Krakau-Tschenstochauer Jura und das Kielcer Hochland.
Die Krakauer Landbrücke bildet sie westlichen und südwestlichen Stadtteile von Krakau, sie liegt fast vollständig auf dem Stadtgebiet Krakaus, und ist insbesondere mit Einfamilienhäusern dicht besiedelt. Die Region ist zum großen Teil im Westen bewaldet und im Osten bebaut. Es treten zahlreiche Feuchtwiesen, Seen und Karstformationen auf. Geologisch bildet die aus Jurafelsen bestehende Region die südöstliche Fortsetzung des Krakau-Tschenstochauer Jura, konkret des Tenczyn-Rückens. Es treten zahlreiche Kalksteinfelsgipfel auf, unter anderem:
- Wawel
- Tyniec-Hügel
- Pychowice
- Sowiniec-Kamm
- Krzemionki Podgórskie
- Zakrzówek

Im Westen werden die Wälder in dem Landschaftsschutzpark Bielany-Tyniec vor Bebauung geschützt. Im Landschaftsschutzpark – insbesondere im Wolski-Wald – gibt es zahlreiche Naturreservate, die den Krakauern als Naherholungsgebiet dienen:
- Panieńskie Skały
- Skałki Przegorzalskie
- Bielańskie Skałki
- Naturreservat Bonarka
- Naturreservat Kajasówka
- Skałki Twardowskiego

Es treten zahlreiche Karsformationen, wie zum Beispiel Höhlen auf:
- Drachenhöhle
- Twardowski-Höhle
- Helle Höhle
- Kryspinów-Höhle

Im östlichen Teil der Krakauer Landbrücke befand sich 1940 bis 1944 während der deutschen Besatzung das KZ Plaszow, in dem die Häftlinge und Zwangsarbeiter die Kalksteinvorkommen in Steinbrücken abgebaut haben. In dem Steinbruch Zakrzówek arbeitete unter anderen Karol Wojtyła, der spätere Papst Johannes Paul II., ab 1940 als Zwangsarbeiter.
Nachdem die Steinbrüche und Kiesgruben aufgegeben wurden, entstanden zahlreiche Bagger- und Badeseen auf dem Gebiet des Tagebaus:
- Bagry
- Zakrzówek
- Kryspinów